# Пам'ятки культурної спадщини Саранчуківської громади
У статті наведений перелік об'єктів культурної спадщини Саранчуківської громади Тернопільського району Тернопільської области України.

## Пам'ятки археології
| №  | Назва                   | Дата | Адреса | Охоронний номер | Документ про взяття на облік |
| -- | ----------------------- | --- | --- | --------------- | --- |
| 1  | Поселення Базниківка І  | ранній залізний вік (І тис. до н. е.) | с. Базниківка, північно-східні околиці села, 2 км на північний схід від села                              | 1918            | Наказ управління культури обласної державної адміністрації від 18.10.2005 № 112 |
| 2  | Поселення Божиків І     | висоцька культура (XI—VI ст. до н. е.); черняхівська культура (кін. ІІ — поч. V ст. н. е.); давньоруський час (ХІІ—ХІІІ ст.)                                       | с. Божиків, 3 км на південний схід від села, зліва від автодороги в с. Шумляни                            | 1735            | Наказ управління культури обласної державної адміністрації від 27.01.2010 № 16 |
| 3  | Городище Вільховець І   | райковецька культура (VII—X ст.) | с. Вільховець, 2,5 км на північний схід від околиць села, урочище «Замчище»                               | 1682            | Наказ управління культури обласної державної адміністрації від 27.01.2010 № 16 |
| 4  | Поселення Літятин І     | VII—V ст. до н. е. | с. Літятин, південні околиці села                                                                         | 4348-Тр         | Наказ Міністерства культури України від 23.01.2012 № 51 |
| 5  | Поселення Саранчуки І   | Пізня бронза — ранній залізний вік (І тис. до н. е.) | с. Базниківка, урочище Довжок, 0,5 км на північний схід від села, правий берег невеликого струмка         | 1291-Тр         | Розпорядження голови Тернопільської обласної державної адміністрації від 26.05.1997 № 209 |
| 6  | Поселення Саранчуки ІІ  | черняхівська культура (кін. ІІ — поч. V ст. н. е.) | хутір Соколиця, урочище Добрівка, 4 км на схід від села, на правому березі ставка                         | 1930            | Розпорядження голови Тернопільської обласної державної адміністрації від 26.05.1997 № 209 |
| 7  | Городище Тростянець І   | райковецька культура (VII—X ст.) | с. Тростянець, 2,5 км на південний захід від села, урочище Замчище                                        | 1574            | Наказ управління культури обласної державної адміністрації від 27.01.2010 № 16 |
| 8  | Поселення Тростянець ІІ | райковецька культура (VII—X ст.) | с. Тростянець, 1 км на північний захід від поселення Тростянець І                                         | 1575            | Наказ управління культури обласної державної адміністрації від 27.01.2010 № 16 |
| 9  | Поселення Шумляни І     | (IV—ІІ ст. до н. е.) | с. Шумляни, південні околиці села, урочище Гора висока                                                    | 1298-Тр         | Розпорядження Представника Президента України у Тернопільській області від 25.06.1992 № 148, Наказ Міністерства культури України від 03.02.2010 № 58/0/16-10 (у редакції від 16.06.2011 № 453/0/16-11) |
| 10 | Поселення Шумляни ІІ    | (IV—ІІ ст. до н. е.) | с. Шумляни, східні околиці села, урочище За фігурою                                                       | 1299-Тр         | Розпорядження Представника Президента України у Тернопільській області від 25.06.1992 № 148, Наказ Міністерства культури України від 03.02.2010 № 58/0/16-10 (у редакції від 16.06.2011 № 453/0/16-11) |
| 11 | Поселення Шумляни ІІІ   | давньоруський час (ХІІ—ХІІІ ст.) | с. Шумляни, 1,2 км на схід від села, мис, утворений двома балками, які сходяться у його південній частині | 1643            | Наказ управління культури обласної державної адміністрації від 27.01.2010 № 16 |
| 12 | Поселення Шумляни IV    | пізній палеоліт (40—10 тис. років тому); комарівсько-тшинецька культура (XVI—XII ст. до н. е.); райковецька культура (VII—X ст.); давньоруський час (ХІІ—ХІІІ ст.) | с. Шумляни, 1,5 км на південний схід від села, мис утворений на сході та південному заході двома балками  | 1644            | Наказ управління культури обласної державної адміністрації від 27.01.2010 № 16 |

## Пам'ятки архітектури
| №   | Назва                                              | Дата            | Адреса        | Охоронний номер | Документ про взяття на облік                                |
| --- | -------------------------------------------------- | --------------- | ------------- | --------------- | ----------------------------------------------------------- |
| 1.  | Церква св. Миколая (мур.)                          | 1870 р.         | с. Божиків    | 363             | рішення Тернопільського облвиконкому від 31.03.1992 р. № 30 |
| 2.  | Церква Різдва Іоанна (мур.)                        | 1930 р.         | с. Вільховець | 370             | рішення Тернопільського облвиконкому від 31.03.1992 р. № 30 |
| 3.  | Церква св. Параскеви (мур.)                        | 1824 р.         | с. Волощина   | 364             | рішення Тернопільського облвиконкому від 31.03.1992 р. № 30 |
| 4.  | Церква св. Марії (мур.)                            | 1905 р.         | с. Квіткове   | 365             | рішення Тернопільського облвиконкому від 31.03.1992 р. № 30 |
| 5.  | Церква Покрови Пречистої Богородиці (мур.)         | 1927 р.         | с. Котів      | 369             | рішення Тернопільського облвиконкому від 31.03.1992 р. № 30 |
| 6.  | Церква св. великомученика Димитрія                 | 1907 р.         | с. Литятин    | 357             | постанова Ради Міністрів УРСР від 06.09.1979 р. № 442       |
| 7.  | Церква св. Миколая (мур.)                          | 1928 р.         | с. Мечищів    | 358             | постанова Ради Міністрів УРСР від 06.09.1979 р. № 442       |
| 8.  | Церква св. Петра і Павла (мур.)                    | початок ХІХ ст. | с. Надорожнів | 359             | рішення Тернопільського облвиконкому від 31.03.1992 р. № 30 |
| 9.  | Церква Введення в храм Пресвятої Діви Марії (мур.) | 1884 р.         | с. Рибники    | 368             | рішення Тернопільського облвиконкому від 31.03.1992 р. № 30 |
| 10. | Церква Перенесення мощей св. Миколая (дер.)        | 1714 р.         | с. Слов'ятин  |                 | рішення Тернопільського облвиконкому від 31.03.1992 р. № 30 |
| 11. | Церква св. Михаїла (мур.)                          | 1888 р.         | с. Тростянець | 373             | рішення Тернопільського облвиконкому від 31.03.1992 р. № 30 |
| 12. | Церква св. Бориса і Гліба (дер.)                   | 1711-1772 рр.   | с. Шумляни    | 1561/1          | рішення Тернопільського облвиконкому від 31.03.1992 р. № 30 |
| 13. | Дзвіниця церкви св. Бориса і Гліба (дер.)          | 1782 р.         | с. Шумляни    | 1561/2          | рішення Тернопільського облвиконкому від 31.03.1992 р. № 30 |

## Пам'ятки історії
| №  | Назва | Дата            | Адреса                                                            | Охоронний номер | Документ про взяття на облік |
| -- | --- | --------------- | ----------------------------------------------------------------- | --------------- | --- |
| 1  | Пам'ятний знак (хрест) на честь скасування панщини                                                                 | 1909            | с. Божиків, біля господарського двору                             | 3090            | Наказ управління культури Тернопільської обласної державної адміністрації від 27.01.2010 р. № 16                                    |
| 2  | Пам'ятний знак воїнам-землякам, які загинули в роки Другої світової війни                                          | 1983 р.         | с. Божиків, біля сільської ради                                   | 928             | Рішення виконкому Тернопільської обласної ради від 27.11.1984 р. № 332                                                              |
| 3  | Пам'ятний знак (хрест) на честь скасування панщини                                                                 | 1899 р. (?)     | с. Вільховець, вул. Зелена, 150 м від церкви                      | 3096            | Наказ управління культури Тернопільської обласної державної адміністрації від 27.01.2010 р. № 16                                    |
| 4  | Пам'ятне місце загибелі Українського Січового Стрільця Мальованого Василя                                          |                 | с. Вільховець, урочище «Підгора»                                  | 1283            | Наказ управління культури Тернопільської обласної державної адміністрації від 18.10.2005 р. № 112                                   |
| 5  | Пам'ятний знак (хрест) на честь скасування панщини                                                                 | 1913 р.(?)      | с. Волощина, роздоріжжя вулиць Дубенівська і Горішня              | 3097            | Наказ управління культури Тернопільської обласної державної адміністрації від 27.01.2010 р. № 16                                    |
| 6  | Пам'ятний знак (хрест) на честь скасування панщини                                                                 |                 | с. Квіткове                                                       | 3103            | Наказ управління культури Тернопільської обласної державної адміністрації від 27.01.2010 р. № 16                                    |
| 7  | Пам'ятний знак (хрест) на честь скасування панщини                                                                 | 1848 р.         | с. Саранчуки, біля церкви                                         | 3114            | Наказ управління культури Тернопільської обласної державної адміністрації від 27.01.2010 р. № 16                                    |
| 8  | Могила жертв тоталітарного режиму                                                                                  | 1941 р.         | с. Саранчуки, біля церкви                                         | 1284            | Наказ управління культури Тернопільської обласної державної адміністрації від 18.10.2005 р. № 112                                   |
| 9  | Могила заступника голови проводу Організації Українських Націоналістів Івана Гавдиди                               | 2004 р.         | с. Саранчуки, біля церкви                                         | 1285            | Наказ управління культури Тернопільської обласної державної адміністрації від 18.10.2005 р. № 112                                   |
| 10 | Ділянка могил воїнів Української Повстанської Армії на кладовищі (15 хрестів)                                      | 1944 р.         | с. Слов'ятин, біля дерев'яної церкви                              | 1287            | Наказ управління культури Тернопільської обласної державної адміністрації від 18.10.2005 р. № 112                                   |
| 11 | Пам'ятний знак (хрест) на честь скасування панщини                                                                 | 1848 р.         | с. Тростянець, біля зупинки та центральної дороги                 | 3116            | Наказ управління культури Тернопільської обласної державної адміністрації від 27.01.2010 р. № 16                                    |
| 12 | Пам'ятний знак (хрест) «За Тверезість»                                                                             | Відновлено 1989 | с. Тростянець, біля мосту через річку, при дорозі на кладовище    | 3115            | Наказ управління культури Тернопільської обласної державної адміністрації від 27.01.2010 р. № 16                                    |
| 13 | Будинок, у якому жив письменник Лотоцький Л.                                                                       |                 | с. Тростянець, біля церкви з правої сторони                       | 3117            | Наказ управління культури Тернопільської обласної державної адміністрації від 27.01.2010 р. № 16                                    |
| 14 | Могила письменника Лева Лотоцького                                                                                 | 1926 р.         | с. Тростянець, кладовище, зліва біля стежки на південь від церкви | 1288            | Наказ управління культури Тернопільської обласної державної адміністрації від 18.10.2005 р. № 112                                   |
| 15 | Братська могила Українських Січових Стрільців, воїнів Української Галицької Армії (приблизно 10 чол.)              | 1919 р.         | с. Шумляни, кладовище                                             | 1804            | Наказ управління культури Тернопільської обласної державної адміністрації від 18.10.2005 р. № 112                                   |
| 16 | Братська могила воїнів Радянської армії, пам'ятний знак воїнам-землякам, які загинули в роки Другої світової війни | 1979 р.         | с. Шумляни, роздоріжжя біля торгового центру                      | 833-Тр          | Рішення виконкому Тернопільської обласної ради від 25.01.1982 р. № 34, Наказ Міністерства культури України від 28.11.2013 р. № 1224 |
| 17 | Пам'ятне місце бою Червоних козаків з білополяками                                                                 | 1987 р.         | с. Шумляни, ур. Боковська Гора, N49º16.038, Е24º53.473            | 1181            | Рішення виконкому Тернопільської обласної ради від 25.10.1988 р. № 243                                                              |

## Пам'ятки монументального мистецтва
| № | Назва                                                                  | Дата            | Адреса                                                     | Охоронний номер | Документ про взяття на облік                                                                      |
| - | ---------------------------------------------------------------------- | --------------- | ---------------------------------------------------------- | --------------- | ------------------------------------------------------------------------------------------------- |
| 1 | Скульптура св. Миколая                                                 | 1934 р.         | с. Божиків, між церквою і сільрадою, подвір'я О. М. Осадца | 2993            | Наказ управління культури Тернопільської обласної державної адміністрації від 27.01.2010 р. № 16  |
| 2 | Скульптурна композиція Матері Божої з Ісусом на руках                  | 1848 р. 1899 р. | с. Вільховець, з лівої сторони від центральної дороги      | 2994            | Наказ управління культури Тернопільської обласної державної адміністрації від 27.01.2010 р. № 16  |
| 3 | Пам'ятник поету, письменнику, художнику Шевченку Тарасу Григоровичу Г. | 1991 р.         | с. Тростянець, біля школи                                  | 1298            | Наказ управління культури Тернопільської обласної державної адміністрації від 18.10.2005 р. № 112 |
| 4 | Пам'ятник поету, письменнику, художнику Шевченку Тарасу Григоровичу    | 1990-ті рр.     | с. Шумляни, біля бібліотеки                                | 1299            | Наказ управління культури Тернопільської обласної державної адміністрації від 18.10.2005 р. № 112 |